# Arrondissement Amersfoort
Amersfoort was een arrondissement van het voormalige Franse Zuiderzeedepartement. Het arrondissement is ontstaan na de Franse annexatie van het voormalige koninkrijk Holland, toen de departementen Amstelland en Utrecht werden samengevoegd en de Franse bestuursstructuur met arrondissementen werd ingevoerd. De onderprefectuur bevond zich te Amersfoort. Het arrondissement was op 1 januari 1811 ingesteld en is per 11 april 1814 opgeheven. De onderprefect was Albert Carel Snouckaert van Schauburg.
Na het vertrek van de Fransen heeft het arrondissement nog een tijd voortbestaan als de Rechtbank Amersfoort, die in 1877 werd opgeheven, waarbij het gerechtelijk arrondissement werd samengevoegd met het Arrondissement Utrecht.

## Kantons
Het arrondissement was samengesteld uit de volgende kantons:
- kanton Amersfoort
- kanton Rhenen
- kanton Wijk bij Duurstede